# Каліново (округ Полтар)
Каліново (словац. Kalinovo, угор. Kálnó) — село, громада в окрузі Полтар, Банськобистрицький край, центральна Словаччина. Кадастрова площа громади — 39,42 км². Населення — 2189 осіб (за оцінкою на 31 грудня 2017 р.). Протікає річка Слатінка.
Перша згадка 1279 року.

## Населення
| Рік:            | 1994. | 2004.   | 2014.   | 2024.   |
| --------------- | ----- | ------- | ------- | ------- |
| Кількість осіб: | 2288  | 2319    | 2188    | 2253    |
| Різниця:        |       | +1,35 % | -5,64 % | +2,97 % |

| Рік:            | 2023. | 2024.   |
| --------------- | ----- | ------- |
| Кількість осіб: | 2233  | 2253    |
| Різниця:        |       | +0,89 % |